# I Want It All
〈I Want It All〉은 1989년 스튜디오 음반인 《The Miracle》에 소개된 영국의 록 밴드 퀸의 노래다. 기타리스트 브라이언 메이가 작곡하고 데이비드 리차드가 프로듀싱한 이 곡은 1989년 5월 2일 음반의 첫 번째 싱글로 발매됐다. 〈I Want It All〉은 영국 싱글 차트, 아이리시 싱글 차트, 핀란드 싱글 차트, 뉴질랜드 싱글 차트, 미국 《빌보드》 음반 록 트랙 차트에서 3위에 올랐다. 핫 100에서 그 노래는 50에 달했다. 네덜란드에서는 2위, 이탈리아와 노르웨이에서는 4위, 호주, 독일, 스위스에서는 10위 안에 들었다.
이 노래는 로저 돌트리가 리드 보컬을 부르고 토니 아이오미가 리듬 기타를 연주하는, 퀸의 나머지 세 멤버들에 의해 공연된 프레디 머큐리 추모 콘서트에서 1992년 4월 20일에 처음으로 라이브로 연주되었다. 1991년 11월 45세의 에이즈로 세상을 떠났기 때문에 머큐리 자신도 이 노래를 라이브로 연주하지 않았고, 1986년 8월 9일 넵워스 파크에서 열린 Magic Tour의 마지막 공연이었다. 이 노래는 주로 머큐리가 불렀고 브라이언 메이는 합창단과 8중창에서 노래했다.
이 노래에는 적어도 세 가지 버전이 있다. 더 긴 것은 음반 버전이고, 가장 짧은 것은 뮤직 비디오와 《Greatest Hits II》 컴필레이션에서 사용된다. 싱글 버전과 비디오 버전은 어쿠스틱/일렉트릭 기타 부분과 짧은 리듬 일렉트릭 기타 부분이 바로 뒤따라 나오는 등 다른 시작을 가지고 있다. 코러스를 아카펠라로 부르는 것으로 시작해서, 1/8+2/4A5 파워코드 후, 5월까지 첫 번째 일렉트릭 기타 리프를 집는데, 이는 앞에서 언급한 짧은 리듬 기타 부분 다음에 이어진다. 기타 솔로 부분도 다르다. 음반 버전은 더 빠른 메인 솔로 직전에 나머지 노래와 같은 템포로 진행되는 추가 솔로 부분을 특징으로 한다. 머큐리의 8중창 이후의 보컬들도 약간 다르며 음반 버전에서는 "엑스트라" 솔로, 싱글 버전과 비디오 버전 모두에서 메인 솔로로 자리매김한다. 컴필레이션 음반 《Queen Rocks》는 싱글 버전의 아카펠라 보컬로 시작하지만 음반 버전의 기타 독주곡도 포함하고 있다.

## 배경
존 디콘에 따르면 이 곡은 밴드가 1988년 초 《The Miracle》 음반이 되기 위해 스튜디오에 들어가기 전에 이미 작곡된 몇 안 되는 곡 중 하나였다. 이 곡은 메이가 첫 번째 아내 크리스틴 멀린과 헤어진 후의 갈등적인 감정과 아니타 돕슨과의 새로운 관계에서 영감을 얻었다.
〈I Want It All〉은 특히 무겁고 반란과 사회적 격변과 관련된 주제를 특징으로 한다. 하지만 작곡가 브라이언 메이는 이 노래가 야망을 가지고 자신의 목표를 위해 싸우는 것에 관한 것이라고 주장한다. 이것 때문에, 이 노래는 남아프리카 공화국에서 인종 차별 반대 노래가 되었고 또한 성소수자 권리 시위 주제와 아프리카계 미국인 청소년들을 위한 집회 노래로 사용되었다.
이 곡은 라이브로 가장 좋아하는 곡으로, 폴 로저스와 애덤 램버트와 함께 퀸의 "Queen+" 투어에서 정기적으로 공연되었다.

## 곡 목록
7인치 싱글
A Side. "I Want It All" (single version) - 4:01
B Side. "Hang on in There" - 3:45
12인치 싱글 CD 싱글
1/A Side. "I Want It All" (single version) - 4:01
2/B1. "Hang on in There" - 3:45
3/B2. "I Want It All" (album version) - 4:41

## 인증
| 국가                                                            | 인증 | 판매량/출하량 |
| --------------------------------------------------------------- | ---- | ------------- |
| 이탈리아 (FIMI)                                                 | 골드 | 25,000        |
| 영국 (BPI)                                                      | 실버 | 200,000^      |
| 미국 (RIAA)                                                     | 골드 | 500,000       |
| ^출하량을 기반으로 한 인증 · 판매량+스트리밍을 기반으로 한 인증 |      |               |